# Alexander Domínguez
Artikeln följer den spanska namnseden; faderns efternamn är Domínguez och moderns efternamn Carabalí.
Alexander Domínguez Carabalí, född 5 juni 1987, är en ecuadoriansk fotbollsmålvakt som spelar för LDU Quito. Han spelar även för Ecuadors landslag.

## Klubbkarriär
Den 20 augusti 2021 värvades Domínguez av uruguayanska Cerro Largo. Inför säsongen 2022 värvades han av colombianska Deportes Tolima. I juli 2022 blev Domínguez klar för en återkomst i LDU Quito, där han skrev på ett 2,5-årskontrakt.

## Landslagskarriär
Domínguez debuterade för Ecuadors landslag den 26 mars 2011 i en 2–0-förlust mot Colombia. I juni 2014 blev han uttagen i Ecuadors trupp till fotbolls-VM 2014. Domínguez har även varit en del av Ecuadors trupp vid Copa América 2011, 2015, Centenario, 2019 och 2021.